# Aragats (Aragatsotn)
Pour les articles homonymes, voir Aragats (homonymie).
Aragats (en arménien Արագած) est une communauté rurale du marz d'Aragatsotn, en Arménie, située au pied du mont éponyme, point culminant du pays.
Sa population est de 3 730 habitants en 2009 et son altitude moyenne de 1 980 mètres.